# ۱۰۶۹ (خورشیدی)
۱۰۶۹ هزار و شصت و نهمین سال هجری خورشیدی است.